# George Zinkhan

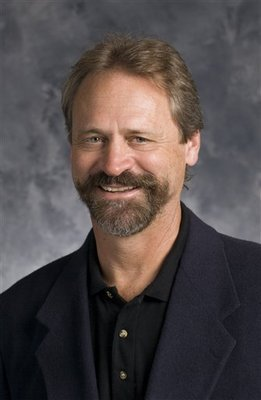
George Zinkhan

George Martin Zinkhan, III  (17 februari 1952 - Bogart (Georgia), april/mei 2009) was een Amerikaans wetenschapper, die als hoogleraar in marketing verbonden was aan de Universiteit van Georgia en de Vrije Universiteit (VU) in Amsterdam.

## Loopbaan
Zinkhan was werkzaam aan de Universiteit van Houston en de Universiteit van Pittsburgh voordat hij in 1994 als hoogleraar aan de slag ging bij de University of Georgia. Sinds april 2007 was hij parttime, gedurende zes weken per jaar, verbonden aan de Vrije Universiteit. Volgens een persbericht van de Vrije Universiteit stond Zinkhan bekend als een rustige, inspirerende man en een uitstekend wetenschapper met een brede interesse en een toegewijd begeleider van jonge onderzoekers.

## Klopjacht
Er werd vanaf 25 april 2009 een klopjacht gehouden door de Amerikaanse politie nadat Zinkhan ervan verdacht werd zijn vrouw en twee anderen vermoord te hebben in zijn woonplaats Athens (Georgia). Volgens getuigen had Zinkhan in zijn woonplaats Athens bij Atlanta zijn vrouw en twee andere leden van een toneelgroep doodgeschoten tijdens een feestelijke picknick. Deze gebeurtenissen waren aanleiding voor de VU om een ontslagprocedure te starten.
Op 9 mei 2009 werd bekendgemaakt dat de Amerikaanse politie het lichaam van Zinkhan gevonden had in dichte bossen nabij Bogart (Georgia), op ca 1,5 km van de plaats waar eerder al zijn auto gevonden was. Er was midden in het bos een kuil gegraven. Zinkhan had zichzelf in de kuil met een pistool door het hoofd geschoten.

## Publicaties
Zinhan heeft meer dan honderdveertig artikelen in collegiaal getoetste wetenschappelijke tijdschriften op zijn naam staan. Daarnaast schreef hij enkele hoofdstukken in wetenschappelijke boeken. Hij is (mede)auteur van de volgende boeken:
- Arnould, Eric, Linda Price, George Zinkhan (2004). Consumers. McGraw Hill / Irwin. ISBN 0-07-253714-0.
- Watson, Eric, Pierre Berthon, Leyland F. Pitt, George Zinkhan (2000). Electronic Commerce: The Strategic Perspective. Thompson / Dryden, 162. ISBN 0-03-026533-9.
- Zinkhan, George M. (2000). Advertising research: the Internet, consumer behavior, and strategy. American Marketing Association, Chicago, Ill. ISBN 0-87757-288-7.

Zinkham schreef gedurende zijn loopbaan ook, voornamelijk werk- en onderzoeksgerelateerde, gedichten waarvan een aantal gepubliceerd zijn op de website van de American Marketing Association.

## Prijzen
- Award for Outstanding Contribution to Research van de American Academy of Advertising (2004)
- Terry Outstanding Faculty Award van de VU (2006) en (2009)[5]